# Vélo pliant
 (octobre 2023).

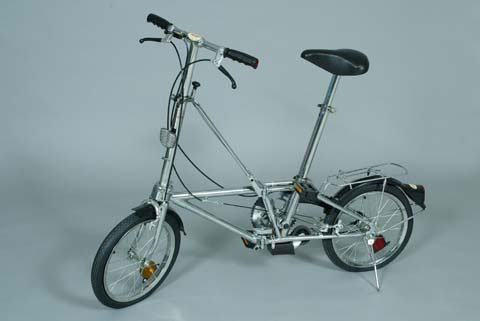
Un vélo pliant dans la collection du Musée des enfants d'Indianapolis.

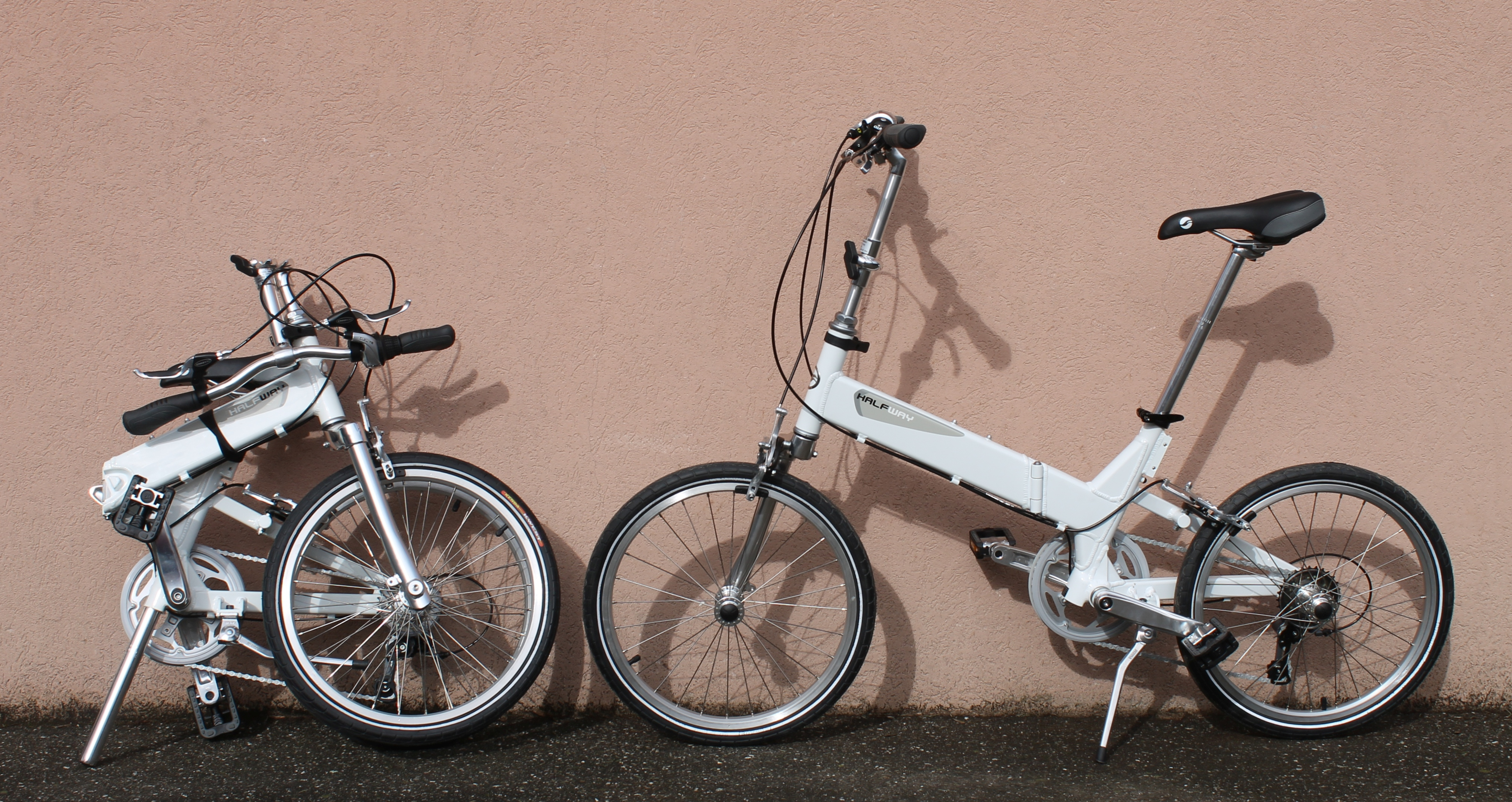
Un vélo pliant en positions pliée et dépliée.

Un vélo pliant ou vélo pliable, est un vélo dont le cadre et d'autres parties se plient à l'aide de charnières qui se verrouillent. Les parties pliées restent ainsi solidaires. Il se distingue du vélo démontable (ou séparable) tel que celui conçu par Alex Moulton.
Il est très adapté à l'intermodalité, particulièrement la modalité train + vélo, et au cyclisme urbain.

## Critères de choix
- Facilité et rapidité de pliage :

Un vélo pliant de qualité rapide à plier et compact permet d'enchaîner de longues distances à vélo et en transports en commun aux heures de pointe. Les marques proposent différentes techniques de pliage, elles peuvent avoir de l'importance selon les besoins précis de l'utilisateur.
- Poids :

Un poids faible est à privilégier lorsqu'il faut porter le vélo dans les escaliers. Attention cependant à ne pas privilégier la légèreté aux dépens de la solidité. Le plus souvent, les vélos pliants font entre 11 et 13 kg. À des poids inférieurs, des tubes éventuellement trop fins auront tendance à plier le cadre pourra manquer de rigidité. L'aluminium est plus léger que l'acier ; le chromoly est un bon compromis.
- Diamètre des roues :

Les vélos pliants les plus compacts ont des petites roues, inconfortables pour rouler sur des revêtements de mauvaise qualité ou pavés. Le meilleur compromis est atteint avec des roues d'un diamètre de 20 pouces, donnant un vélo confortable tout en restant suffisamment compact. Globalement, plus la taille des roues sera grande, plus le vélo pliant sera confortable mais encombrant une fois replié.
- Stabilité :

La dimension des roues et la géométrie de la fourche déterminent la stabilité de la direction. Par rapport à un vélo classique, le vélo pliant sera en général plus maniable (rayon de braquage court, légèreté de la direction) mais moins stable. La différence sera a priori d'autant plus marquée que les roues sont petites.
- Confort sur grandes distances :

Sur des trajets longs, le confort de conduite et le rendement doivent être privilégiés. Le rendement est lié à la rigidité du cadre, à la qualité de la transmission, et aux suspensions au moins au niveau du cadre. Un cadre pliant sera toujours un peu moins rigide qu’un vélo classique, mais la perte de rigidité peut être limitée en optimisant le design et la qualité des articulations. La présence de suspensions améliore très nettement le confort.
- Changement de vitesses :

Il peut s'agir d'un dérailleur classique ou d'un moyeu à vitesses intégrées. Concernant un vélo pliant, il est indispensable d'avoir des vitesses car il est difficile de rouler toujours sur le même rapport sur le plat, en montée ou descente. Un dérailleur classique est beaucoup moins cher. Le moyeu intégrant des vitesses est plus lourd et en cas de déréglage, peu facile à régler. 
- Transmission :

Quelques vélos pliants sont équipés d'une courroie crantée à la place de la chaîne, permettant d'éviter le cambouis, mais une courroie mal tendue risque de riper et de diminuer le rendement et ne permet pas d'utiliser un dérailleur. Une courroie peut cependant être couplée à un changement de vitesse dans le moyeu.

## Coût
Un vélo pliant est plus cher qu’un vélo non pliant doté d’équipements de qualité équivalente, pour trois raisons :
Il a en plus le mécanisme de pliage/dépliage, les dimensions des pliants compacts obligent parfois les fabricants à produire des pièces spécifiques en petite série et surtout la qualité des matériaux utilisés doit être irréprochable.